# Тиранка рудовола
Тиранка рудовола (Myiobius villosus) — вид горобцеподібних птахів родини бекардових (Tityridae).

## Поширення
Вид поширений у тропічних лісах Південної Америки на висоті 600—2100 м над рівнем моря. Трапляється у Венесуелі, Колумбії, Панамі, Еквадорі, Перу та Болівії. Його природним середовищем існування є середній ярус та підлісок субтропічних або тропічних вологих гірських лісів передгір'я або низовин.

## Спосіб життя
Його раціон складається переважно з комах та інших членистоногих, дрібних плазунів та фруктів.